# Stazione di Karakida
La stazione di Karakida (唐木田駅?, Karakida-eki) è una stazione ferroviaria situata a Tama, città conurbata con Tokyo, in Giappone, e capolinea della linea Odakyū Tama delle Ferrovie Odakyū.

## Linee
Ferrovie Odakyū
● Linea Odakyū Tama

## Struttura
La stazione è realizzata in trincea scoperta, con un marciapiede laterale e uno a isola con tre binari passanti che conducono i treni al deposito di Karakida. Il fabbricato viaggiatori si trova sopra il piano del ferro, a livello strada, ed è collegato ai binari da scale fisse, mobili e ascensori.
| 1-2-3 | ● Linea Odakyū Tama |  | per Tama-Center, Shin-Yurigaoka, Shunjuku e linea Chiyoda |

## Stazioni adiacenti
| «                  | Servizio          | »                 |
| Linea Odakyū Tama  | Linea Odakyū Tama | Linea Odakyū Tama |
| ------------------ | ----------------- | ----------------- |
| Odakyū-Tama-Center | Tutti i treni     | Capolinea         |